# Amkula
Amkula é uma vila no distrito de Barddhaman, no estado indiano de Bengala Ocidental.

## Demografia
Segundo o censo de 2001, Amkula tinha uma população de 5936 habitantes. Os indivíduos do sexo masculino constituem 59% da população e os do sexo feminino 41%. Amkula tem uma taxa de literacia de 58%, inferior à média nacional de 59,5%; com 67% para o sexo masculino e 33% para o sexo feminino. 11% da população está abaixo dos 6 anos de idade.